# Говсанское кладбище
Говсанское кладбище (азерб. Hövsan qəbiristanlığı) — кладбище Баку.
Расположено рядом с населённым пунктом Деде Коркуд вблизи посёлка Говсан, по которому получило своё название. Известно как место последнего (2009 год) перезахоронения 26 бакинских комиссаров (по официальным заявлениям властей при эксгумации были обнаружены и перенесены на новое место останки только 23 тел).

## История
На кладбище переносятся могилы с уничтожаемого Наримановского кладбища.

## Известные захоронения
На месте перезахоронения 26 бакинских комиссаров установлены 23 столбика из известняка. Принадлежность могил неизвестна, поскольку имён на знаках над захоронениями нет.